# Grammatobothus
Grammatobothus es un género de peces de la familia Bothidae, del orden Pleuronectiformes. Este género marino fue descrito por primera vez en 1926 por John Roxborough Norman.

## Especies
Especies reconocidas del género:
- Grammatobothus krempfi Chabanaud, 1929
- Grammatobothus pennatus (J. D. Ogilby, 1913)
- Grammatobothus polyophthalmus (Bleeker, 1865)